# Ibrahim Abdulaziz Al-Assaf

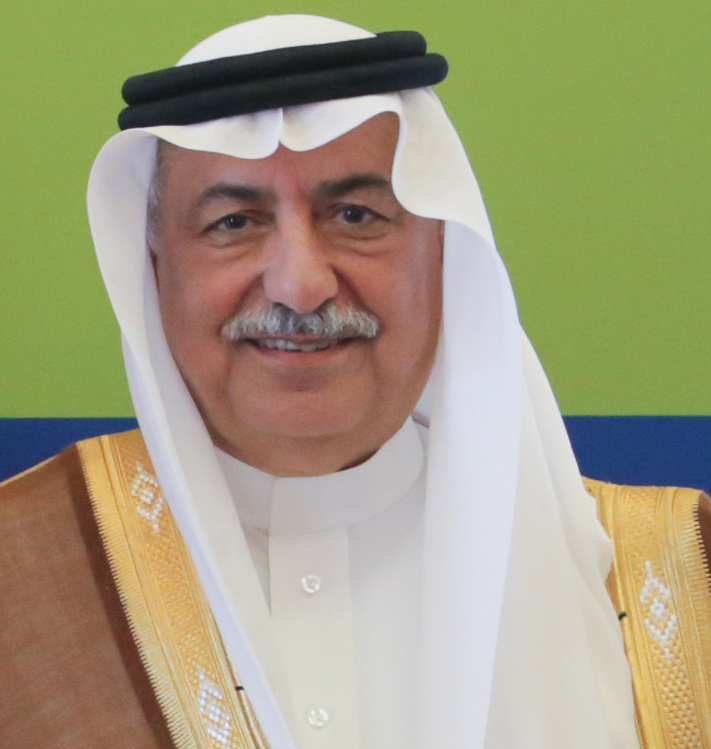
Ibrahim Abdulaziz Al-Assaf

Ibrahim Abdulaziz Al-Assaf (arabisch إبراهيم بن عبد العزيز العساف, DMG Ibrāhīm b. ʿAbd al-ʿAzīz al-ʿAssāf; * 28. Januar 1949 in Uyun al-Dschiwa) ist ein saudi-arabischer Politiker. Er war von 1996 bis 2016 Finanzminister und von 2018 bis 2019 Außenminister Saudi-Arabiens.

## Leben
Al-Assaf studierte an der König-Saud-Universität, an der University of Denver und an der Colorado State University in Fort Collins.
Abdulaziz Al-Assaf war vom 30. Januar 1996 bis 31. Oktober 2016 als Nachfolger von Abdulaziz Abdullah Al Khuwaiter Finanzminister in Saudi-Arabien. Ihm folgte als Finanzminister Mohammed Al-Jadaan. Anschließend war Al-Assaf Staatsminister.
Am 4. November 2017 wurde er im Rahmen der Antikorruptionskampagne in Saudi-Arabien 2017 zusammen mit elf Prinzen, vier Ministern, viele Ex-Ministern und Geschäftsleuten verhaftet. Im Januar 2018 wurde er rehabilitiert.
Vom 27. Dezember 2018 bis zum 23. Oktober 2019 war er Außenminister Saudi-Arabiens.
Er ist verheiratet und hat vier Kinder.